# 縁側

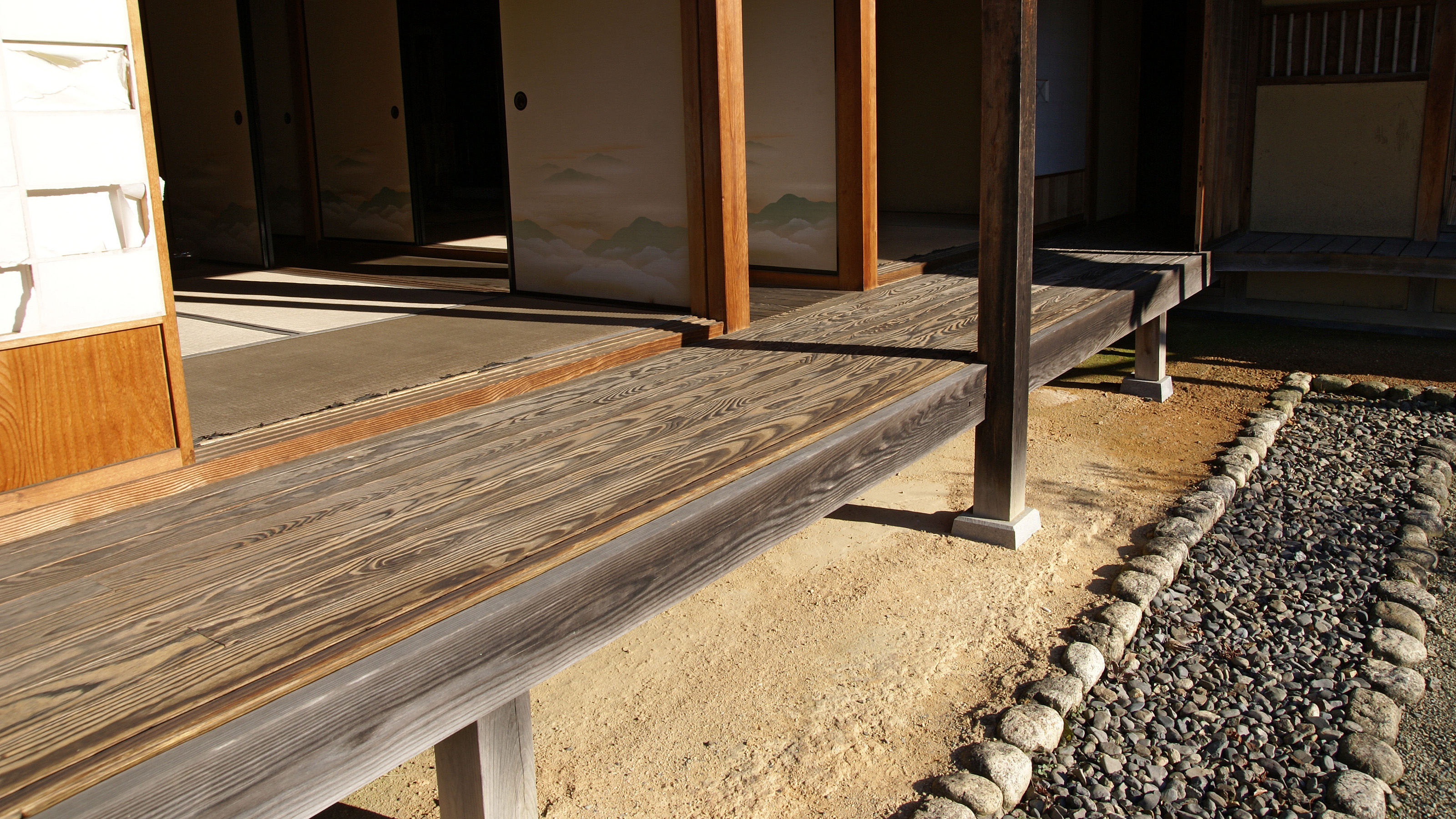
縁側（石部宿場の里にて）

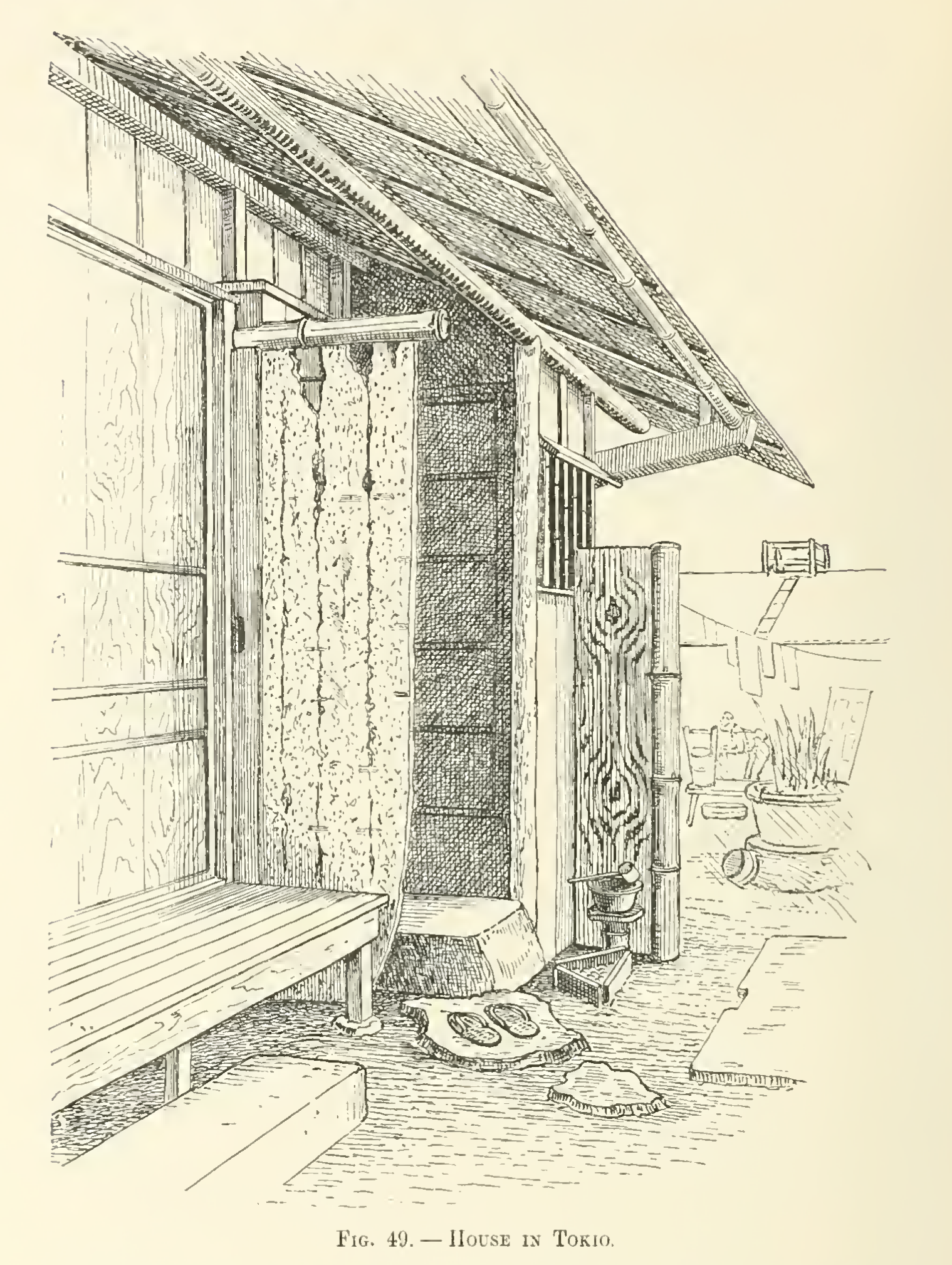
民家の縁側（左手前）

縁側（えんがわ）は、家の建物の縁（へり）部分に張り出して設けられた板敷き状の通路である。庭等外部から直接屋内に上がる用途ももつ。縁側は日本建築（日本家屋）に独特のものだが、西洋建築（欧風建築）にみられるウッドデッキ、ベランダ、テラス、ポーチ、バルコニーなどと意匠的には似ている。
和風家屋の障子が、薄明かりの中でその向こうの人や風景を見えるような見えないような曖昧さの中に感じることができるのと同じように、内でもなければ外でもないという縁側に、空間を仕切る意識が希薄な日本家屋空間独特の曖昧さの構造を見るという文化論も語られる。

## 構造

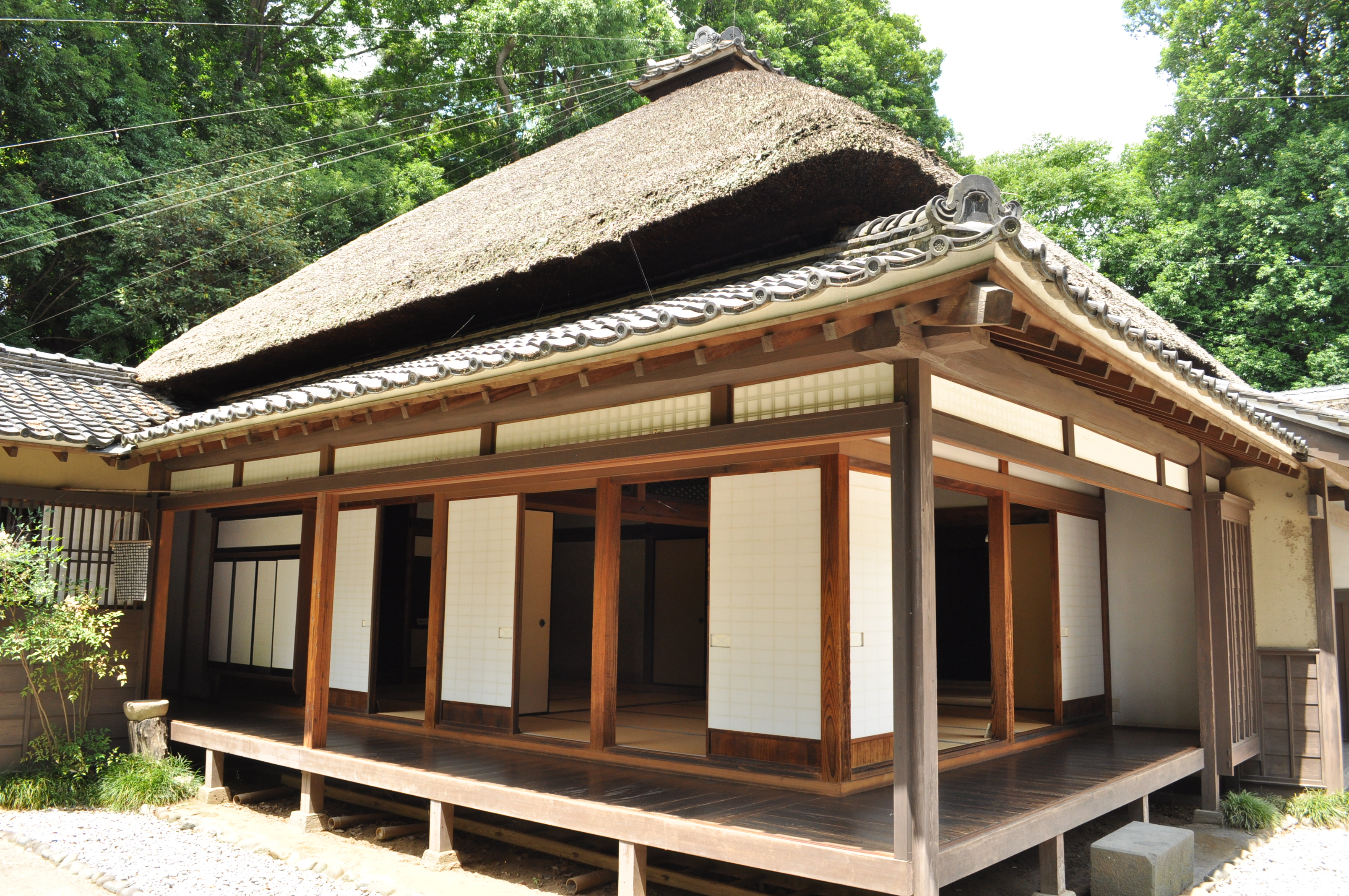
外観

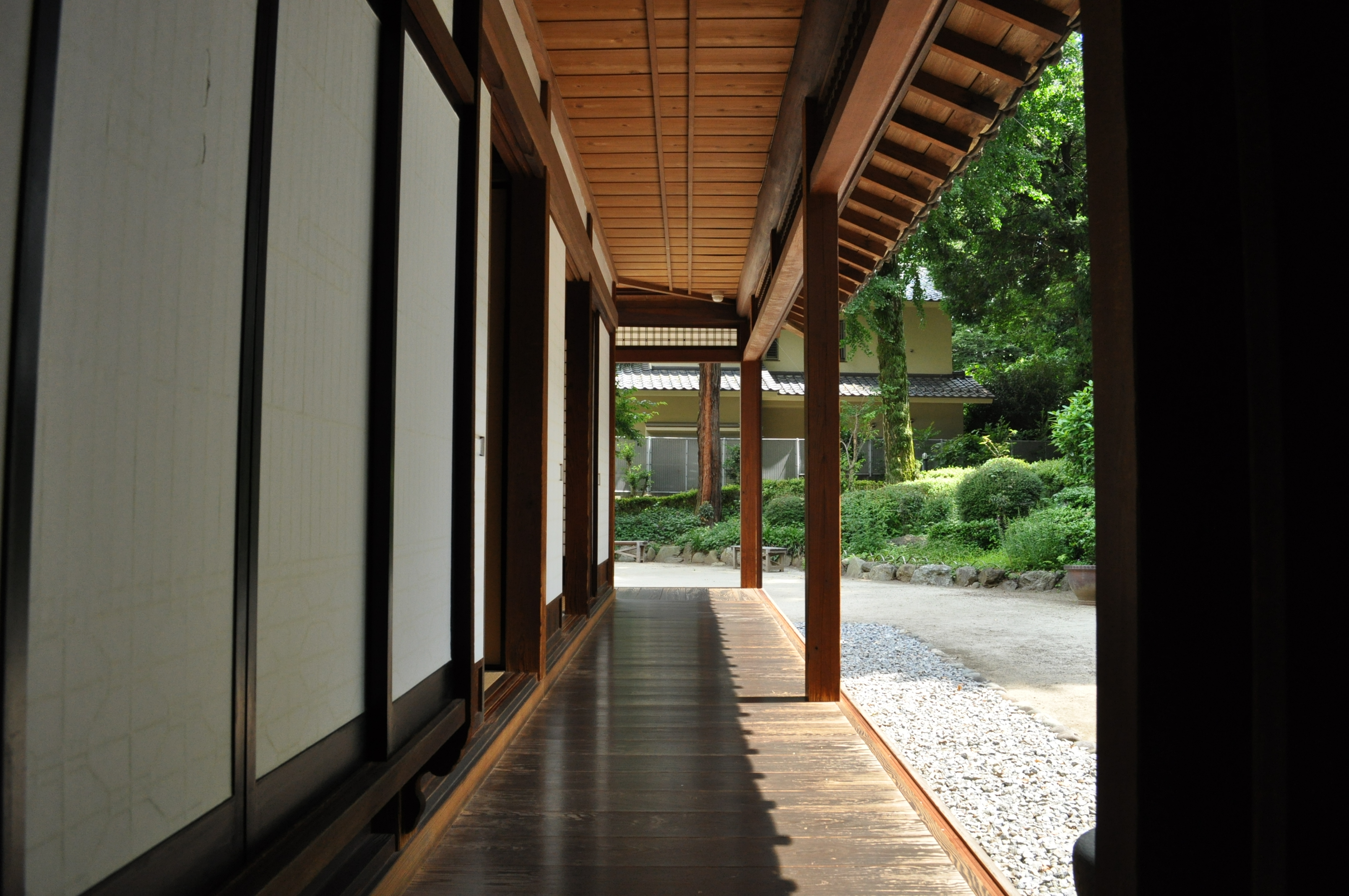
内観

濡縁（ぬれえん）は、外側軒下に造られる、壁や雨戸がないか、またはそれらの外側につくられる簡易なもので、普通は土台に板かけをし、外側には、縁束を立て、縁がまちをわたして縁板が張られ固定されるが、持ち運びの容易にできる据え置く形式のものもある。濡縁の木材は、水による腐食や風化に比較的強いものである必要があり、合板やベニヤ板などの新建材は不向きである。防虫剤や、防腐剤を塗る場合もあるが、人が暮らす場所に塗布できるものかを考慮する必要がある。
- ウィキメディア・コモンズには、濡れ縁に関するカテゴリがあります。

くれ縁は、母屋の外側に下屋を造りその下に雨戸を立てて外部と内部の中間に位置する部屋としたようなもので、多くは、基礎の上には造られず、柱を束石（礎石）の上にたて、その上に縁桁と呼ばれる丸太や方形木口の平行材を掛け、小屋組をする。その下は、床組をし、長手方向に縁甲板等を張る。戸は、必ず雨戸と雨戸を収納する戸袋を設けるか、金属製か木製のサッシュとする、またそれらを併用して防水設備をする。

## ギャラリー

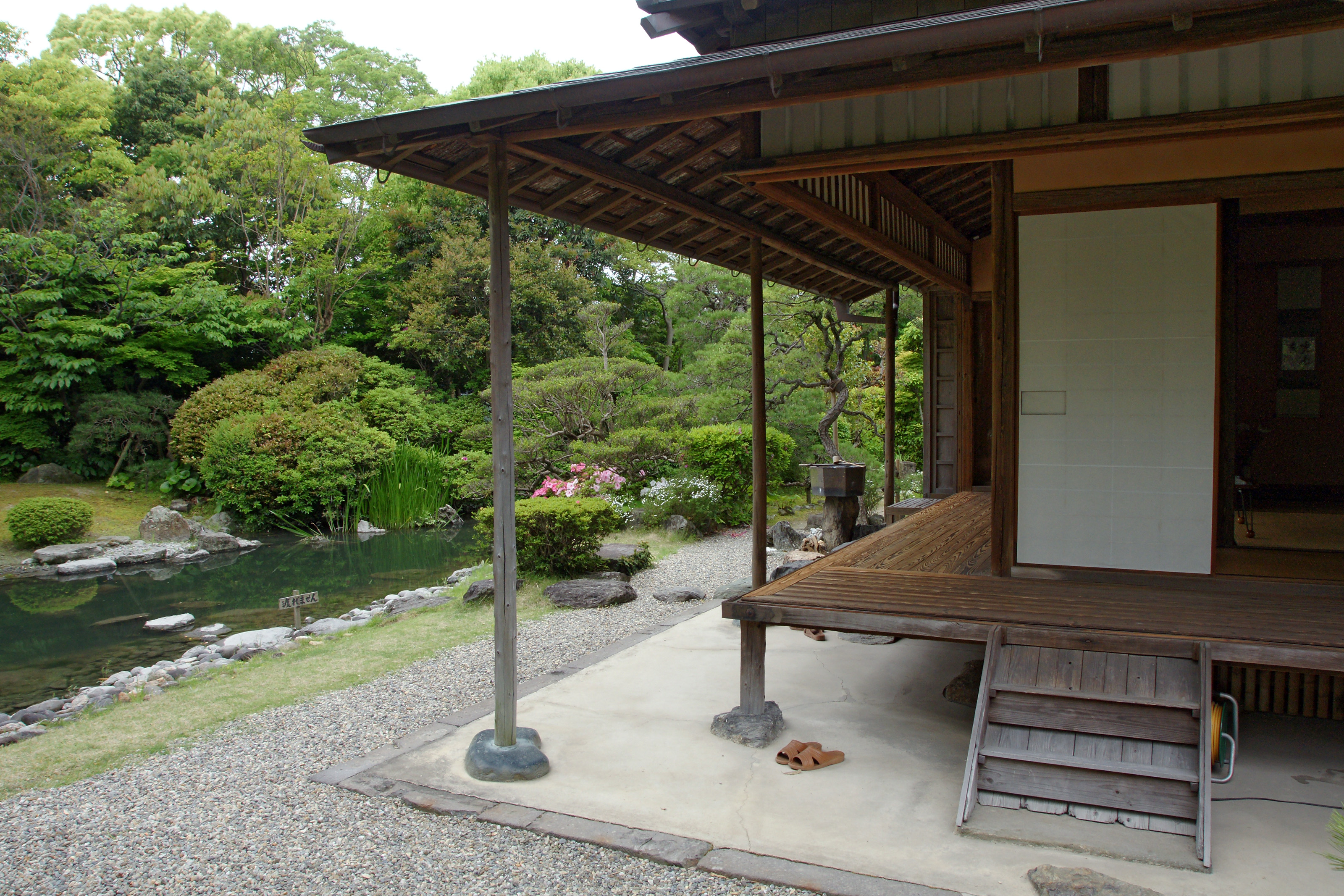
榑縁
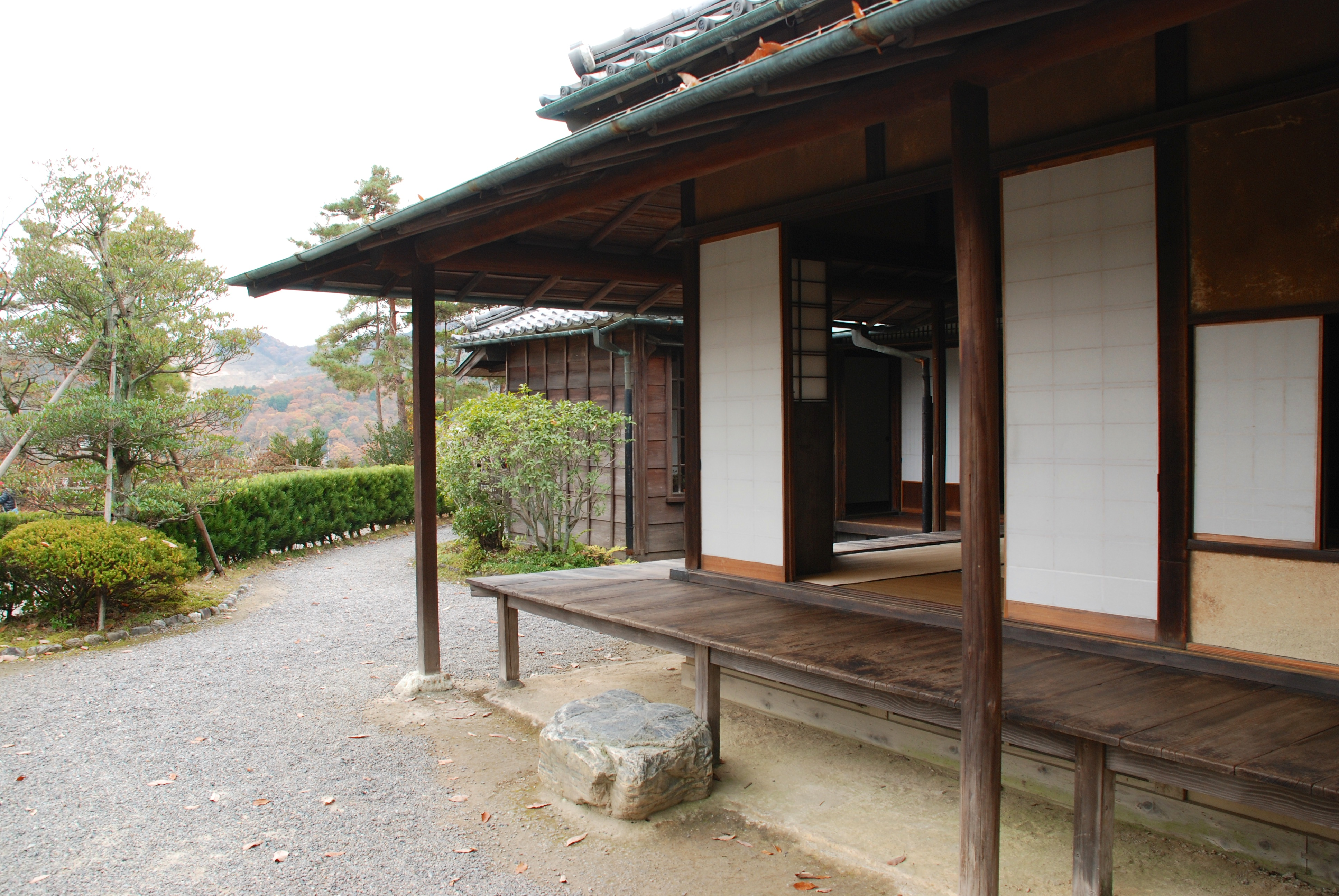
切目縁
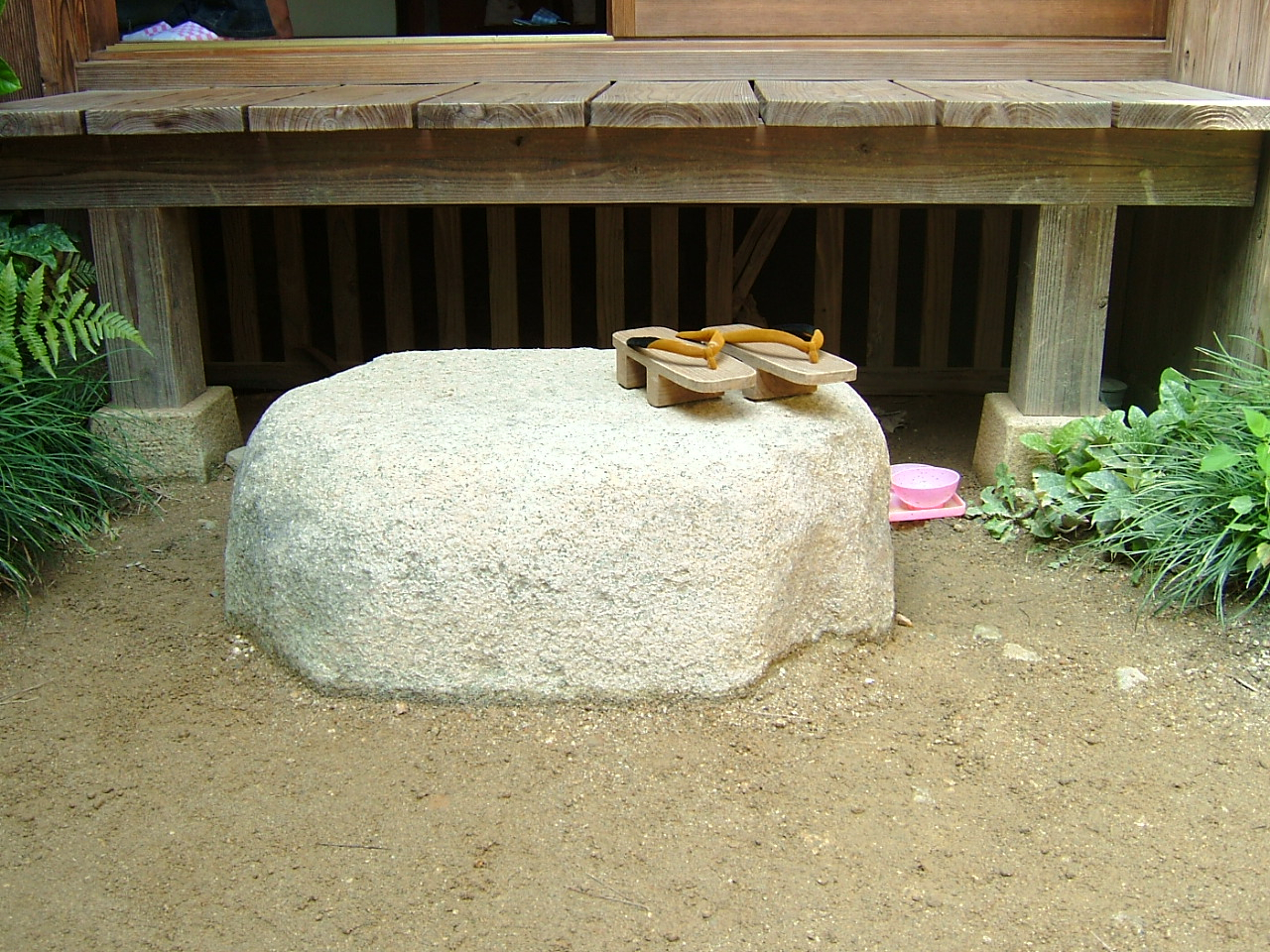
沓脱石